# جنيفر ألين
جنيفر ألين (بالإنجليزية: Jennifer Allen)‏ هي كاتبة مذكرات ومؤرخة أمريكية، ولدت في 1961.